# كليم نيوتن-براون
كليم نيوتن-براون هو محام بالقضاء العالي وسياسي أسترالي، ولد في 3 سبتمبر 1967 في Hawthorn, Victoria ‏ في أستراليا. نشط حزبياً في الحزب الليبرالي الأسترالي. وقد انتخب عضو الجمعية التشريعية في فيكتوريا ‏ عن دائرة Electoral district of Prahran ‏ (27 نوفمبر 2010 – 29 نوفمبر 2014).